# ゴースト・スカッド
『ゴースト・スカッド』（Ghost Squad）は、セガが開発したガンシューティングゲームである。

## 概要
主題は『特殊部隊』で、主人公は国連組織の擁する極秘精鋭特殊部隊の隊員となり、様々な任務をこなすことにある。そのため、登場するイベントも『人質救出』、『爆弾解体』、『戦術格闘』、『狙撃』、『ステルス（忍び込み）』等といった『特殊作戦』をメインとしている。ガンコントローラー（ガンコン）は、サブマシンガン型（自動小銃に近い方）を採用。
2007年には、『Ghost Squad Evolution』という改良作品が欧州等でリリースされたが、日本でのリリースはない模様（後述の『ICカード』を使用しない）。
また、コンシューマー向けソフトとしてWii版が発売された。こちらはWiiザッパーと呼ばれるアタッチメントに対応しているソフトの第一弾であり、敵のコスチュームを変える要素（戦国衣装、バカンス衣装）が追加されたり、4人対戦が可能になったり、ニンテンドーWi-Fiコネクションを利用してスコアランキングを競うことができるなどの要素が追加されている。
2012年4月18日に日本国内で、続編の『OPERATION G.H.O.S.T.』が稼働を開始した。

## ICカード
この『ゴースト・スカッド』の最大の特色として、ICカードを購入して使用し、自分の戦績を保存、記録することで、以下のような特典が与えられる。
- 様々な銃器、コスチューム（戦闘服）を入手、使用出来る。
- 同じステージでも、新たなイベント、ゲーム展開が見られるようになる。
- インターネット ランキング登録用のパスワードを掲示され、インターネットランキングに登録出来る。
- ゲームをプレイする度、GSポイントを蓄積することで、自分のレベル、隊員としての階級を上げられる。階級は、二等兵から始まり、一等兵→上等兵→軍曹→曹長→上級曹長→准尉→上級准尉→少尉→中尉→大尉→少佐→中佐→大佐→准将→少将→中将→大将、そして、最高位たる元帥に上がっていく。また、レベルは1から99まである。

## ストーリー
多発するテロ、地域紛争等の新たな時代に対応するため、国際連合は、『MOP（Multiple Operation Program…多目的作戦計画）』という、超法規的な権限を持つ対テロ司令部を極秘裏に設立。また、その『MOP』の隷下には、『GHOST Squad（Global Humanitarian Operation & Special Tactics Squad…全世界的人道作戦／特殊戦術部隊）』という、全世界の軍等から選ばれた優秀な隊員からなる実働部隊を擁している。
『GHOST』は、正規軍が介入できない様々な事態に迅速に対処、痕跡を残さずに行動するという世界平和の裏で命を賭して戦う影の精鋭集団である。
主人公は、その要人救出部隊『GHOST3』に所属するエリート隊員で、国際テロリスト集団『蒼い狼』と死闘を繰り広げる。
極秘会談のために、政府高官用の保養地『グランドヴィラ』には、A国大統領等、先進3カ国の首脳が集まり、『蒼い狼』もそこに近づいていた。『GHOST3』のアルファユニットは『蒼い狼』を追ってグランドヴィラ』に潜入した。やがてアルファユニットは主犯格のアレックス・ハボックを発見する。彼は部下に時間を稼がせ、攻撃ヘリで逃げようとするが、携行SAMで撃ち落とされる。
その後、A国大統領は欧州での会談を終え、専用機『エアフォースワン』で帰国しようとしたところ、『蒼い狼』によりハイジャックされてしまい、アルファユニットが奪還に挑む。この事件の主犯格であるラッカード=ジモンは大統領を人質に取り、カーゴベイにあった脱出機で無理矢理連れ出した大統領と共に逃走を図る。しかし、脱出機の発進のためカーゴベイのハッチが開いた結果、乱気流に巻き込まれ、アルファユニットの襲撃を受ける。
ハイジャック事件の後、『蒼い狼』は最新鋭の装備を狙い、A国大手軍需産業『ITS社』の兵器開発部部長・スティーブ=マッコイを誘拐する。アルファユニットはまず『蒼い狼』のゲリラ部隊のアジトに潜入し、マッコイを救出する。マッコイを護衛しつつ、一行はジャングルを進む。そして一行はボートに乗って脱出しようとするが、ジャイロヘリ含む敵部隊に追いかけられる。さらに、ゲリラ部隊隊長のディンゴが敵部隊の主力である装甲船に乗って現れる。

## 登場人物

### 『MOP』、『GHOST』
『MOP』傘下の『GHOST』は、後述の7つもの部隊を擁している。また、国連組織たる『MOP』や『GHOST』は、『ある種の国連軍』といってもいい。
世界各国の軍隊、警察から有用な隊員を引き抜いて構成している（例：日本の場合、自衛隊でレンジャー徽章を取得していたり、警察のSATに所属していた場合、『MOP』本部からお呼びが掛かる等）。
また、各隊員は『報復』を恐れるため、自身の戸籍が抹消されてしまう。A国大統領の警護にあたっているSPは『GHOST』の事をよく知っている。
『GHOST』を構成する部隊一覧
- GHOST1／陸戦部隊
- GHOST2／海兵隊
- GHOST3／要人救出部隊（主人公の所属する部隊）
- GHOST4／空挺部隊
- GHOST5／重装備部隊
- GHOST6／諜報－要人暗殺部隊
- GHOST7／後方支援部隊

#### GHOST指揮官
黒いベレー帽を被った、主人公達の上司。本名不明。遠方のMOP本部から、主人公達に指令を下したり、サポートをしてくれる。また、任務等が失敗した際に「馬鹿者!!」または「何やってんだ!!」とこちらを叱り付ける。逆に､任務に成功した時は｢よくやった!!｣と褒めてくれる。

#### 『GHOST3』
主人公達の所属する部隊。有事の際に要人を救出したり、犯罪組織やテロリスト等に拉致された要人を奪還したりすることが主任務である。
アルファブルー（1P側主人公）
栗毛色の白人系の青年で、『GHOST3』のエリート隊員。ゲーム中では仲間に対する進行ルートの指示、指揮官への状況報告、ボスに対する降伏勧告も行う。
アルファレッド（2P側主人公）
黒人系の男性で、要人救出部隊：『GHOST3』のエリート隊員。アルファブルーと異なりゲーム中で一言も喋らず、アルファブルーとはアイコンタクトや頷きで意思疎通を行う。

ブラボー（B）ユニット、チャーリー（C）ユニット　（同僚隊員）
アルファユニットを支援してくれる、要人救出部隊：『GHOST3』の同僚隊員。鉄帽に付けられたラインの色で、チームを識別する。彼等を誤射して倒すと、残りのSPゲージが減ってしまう（ただし、一発で倒れてしまう人質とは違い、一発では倒れない）。プレイヤーがコスチュームを変えても、彼等のコスチュームは、初期装備の『GHOST SQUAD（ゴースト・スカッド）』のままである。

### 国際テロリスト集団：『蒼い狼』
国際的に暗躍する巨大なテロ組織で、内部には複数の凶悪犯罪者や国際指名手配犯等がいるといわれている。Wiiオリジナルモードでは、「青狼衆」、「レディウルフ」など、モードに沿った名前に変わっている。また、ボスであるオスカル=ブラジウスは特定の条件を満たすと見られる真のエンディングにて、名前だけ登場する。